# Благодатне (Павлоградський район)
Благодатне — колишнє село в Павлоградському районі Дніпропетровської області.
В часі Голодомору 1932—1933 років від нелюдської смерті померло не менше 66 людей.
Знаходилось біля села Вербки. Ліквідоване в період 1972—1986 років — зняте з обліку в зв'язку з переселенням жителів.